# ثور: الحب والرعد
ثور: الحب والرعد (بالإنجليزية: Thor: Love and Thunder)‏ هو فيلم بطل خارق أمريكي قادم، مبني على شخصية ثور من ابتكار مارفل كومكس.الفيلم من إخراج تايكا وايتيتي وبطولة كريس هيمسوورث،تيسا طومسون،ناتالي بورتمان،كريستيان بيل،كريس برات،جيمي ألكسندر،بوم كليمنتيف،ديف باتيستا،كارين جيلان،شون غن،جيف غولدبلوم وفين ديزل.